# Calum Hood
Calum Thomas Hood (nascido a 25 de janeiro de 1996) é um músico australiano, conhecido por ser o baixista e vocalista da banda de pop rock 5 Seconds of Summer . Desde 2014, 5 Seconds of Summer vendeu mais de 10 milhões de álbuns, mais de dois milhões de bilhetes para shows em todo o mundo e mais de sete bilhões de streams, tornando-os uma das exportações musicais australianas de maior sucesso da história.    
O primeiro álbum solo de Hood foi lançado a 13 de junho de 2025. 

## Início de Vida
Calum Thomas Hood nasceu a 25 de janeiro de 1996 e foi criado em Mount Druitt, Nova Gales do Sul .  O seu pai, David Hood, é um ex-funcionário da Coca-Cola, enquanto a sua mãe, Joy Hood, trabalhou na indústria de aposentadoria .  Por meio do seu pai, ele afirma descendência escocesa e, por meio de sua mãe, ele afirma descendência maori . Hood é o irmão mais novo da cantora e compositora Mali-Koa . Hood lembra que a sua infância foi criada na "classe média" e "não teve a vida mais glamorosa".  Hood frequentou a Norwest Primary School, onde fez amizade com o seu futuro companheiro de banda Michael Clifford no 3º ano. Hood frequentou o Norwest Christian College, onde se tornou amigo do seu futuro companheiro de banda Luke Hemmings no 7º ano, depois de fazerem um cover de Secondhand Serenade num show de talentos da escola. 
Ao longo da sua infância e início da adolescência, Hood sempre se interessou por desporto, principalmente futebol, no qual tinha um "futuro promissor" e até visitou um campo de treino no Brasil, com o objetivo de seguir carreira no desporto.  No entanto, após a formação da banda e devido à mudança da banda para Londres no final de 2012, ele decidiu parar de jogar futebol para, em vez disso, seguir a música.  Hood revelou que, depois de parar de jogar futebol, "houve um período de um mês em que meus pais pensaram que eu estava a tomar a pior decisão da minha vida. A minha mãe jogou fora todas as roupas do meu armário. E eu saí [...] apenas pensando: tomei uma das maiores decisões. Mas agora deu certo".  Após sua decisão de parar de jogar futebol, ele abandonou o ensino médio em 2012, após concluir o 11º ano .  

## Carreira
Em 2011, Hood, Clifford e Hemmings começaram a postar covers de músicas no canal de Hemmings no YouTube . O trio necessitou de um baterista, e convidou o amigo em comum Ashton Irwin para se juntar a eles, formando oficialmente os 5 Seconds of Summer .  Após meses a postar covers de músicas juntos, a banda começou a atrair o interesse de grandes gravadoras e editoras e assinou um contrato de publicação com a Sony/ATV Music Publishing .  Hood lançou desde então cinco álbuns de estúdio com a banda: 5 Seconds of Summer (2014), Sounds Good Feels Good (2015), Youngblood (2018), Calm (2020) e 5SOS5 (2022).
Fora da banda, Hood co-escreveu canções para outros artistas, incluindo Black Veil Brides e Makeout. 
A 8 de abril de 2025, Hood anunciou que o seu primeiro single a solo, "Don't Forget You Love Me" seria lançado a 10 de abril. No dia seguinte, Hood anunciou o seu primeiro álbum solo, Order Chaos Order, a ser lançado pela EMI Music Austrália a 13 de junho. 

## Vida pessoal
Em 2017, foi relatado que Hood comprou uma casa, anteriormente propriedade de Richie Kotzen, no bairro de Hollywood Hills, em Los Angeles .  Em 2020, o patrimônio líquido de Hood foi estimado em US$ 20 milhões ( USD ). 

## Discografia

### Álbuns
| Título            | Detalhes                                                                         | Posições de pico no gráfico | Posições de pico no gráfico | Posições de pico no gráfico | Posições de pico no gráfico | Posições de pico no gráfico | Posições de pico no gráfico | Posições de pico no gráfico |
| Título            | Detalhes                                                                         | Austrália                   | BEL                         | Alemanha                    | NLD                         | SCO                         | Reino Unido                 | EUA                         |
| ----------------- | -------------------------------------------------------------------------------- | --------------------------- | --------------------------- | --------------------------- | --------------------------- | --------------------------- | --------------------------- | --------------------------- |
| ORDER Chaos ORDER | - Lançado: 13 de junho de 2025 - Gravadora: EMI Music - Formato: LP, CD, digital | 1                           | 28                          | 20                          | 24                          | 7                           | 54                          | 179                         |

### Singles
| Título                         | Ano  | Posições de pico no gráfico | Álbum             |
| Título                         | Ano  | Nova Zelândia<br id="mw8Q"> | Álbum             |
| ------------------------------ | ---- | --------------------------- | ----------------- |
| "Don't Forget You Love Me"     | 2025 | 39                          | Order Chaos Order |
| "Call Me When You Know Better" | 2025 | —                           | Order Chaos Order |
| "Sunsetter"                    | 2025 | —                           | Order Chaos Order |

### Créditos da música
| Ano  | Título                  | Artista           | Álbum           | Notas                |
| ---- | ----------------------- | ----------------- | --------------- | -------------------- |
| 2014 | "Teenage Queen"         | Donghae e Eunhyuk | Ride Me         | Compositor           |
| 2017 | "Ride It Out"           | Makeout           | The Good Life   | Compositor           |
| 2018 | "Wake Up"               | Black Veil Brides | Vale            | Compositor           |
| 2018 | " Golden Days "         | Steve Aoki        | Neon Future III | Escritor             |
| 2020 | "Carño"                 | 302               | -               | Baixo                |
| 2020 | "The Art of Letting Go" | Mali-Koa          | Hunger          | Compositor, Produtor |
| 2025 | "Cool"                  | Michael Clifford  | Sidequest       | Escritor             |